# Ostariofisi
Gli ostariofisi sono un superordine di pesci appartenenti alla classe degli Actinopterygii.
Il superordine è diviso in due gruppi, Anotophysi e Otophysi. Tuttavia, nella letteratura scientifica classica, con il termine ostariofisi si intendono solo i pesci attualmente classificati come Otophysi. Il termine Otophysi venne coniato nel 1970 da Rosen e Greenwood per separare gli ostariofisi "tradizionali" dai gonorinchiformi, aggiunti al gruppo. 
Il superordine è così classificato:
```
   Serie 
Anotophysi

       
Gonorynchiformes
, circa 37 specie
   Serie 
Otophysi
 (Euostariophysi)
       
Cypriniformes
 (carpe, tinche e affini), circa 4,501 specie (include i Cyprinidae, la più grande famiglia di pesci d'acqua dolce)
       
Characiformes
 (tetra, piranha e affini), circa 2,168 specie
       
Siluriformes
 (pesci gatto), circa 3,813 specie
       
Gymnotiformes
 (anguille elettriche, pesci coltello americani), circa 239 species (a volte raggruppati con i Siluriformes)
```

La monofilia degli ostariofisi è stata messa in discussione a causa di evidenze molecolari. I gonorinchiformi sembrerebbero essere più vicini ai clupeiformi che agli otofisi. È possibile che i gonorinchiformi e i clupeiformi formino un gruppo monofiletico, e vi sono prove per una relazione di sister group tra gli ostariofisi e i clupeomorfi (il taxon Ostarioclupeomorpha, noto anche come Otocephala, è stato istituito per descrivere questo gruppo forse monofiletico).